# Sitios Ramsar de Bielorrusia

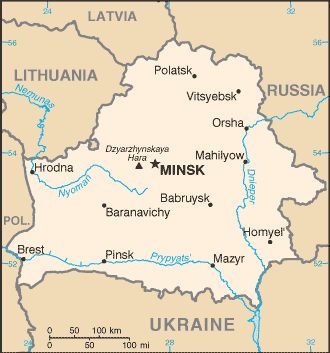
Bielorrusia

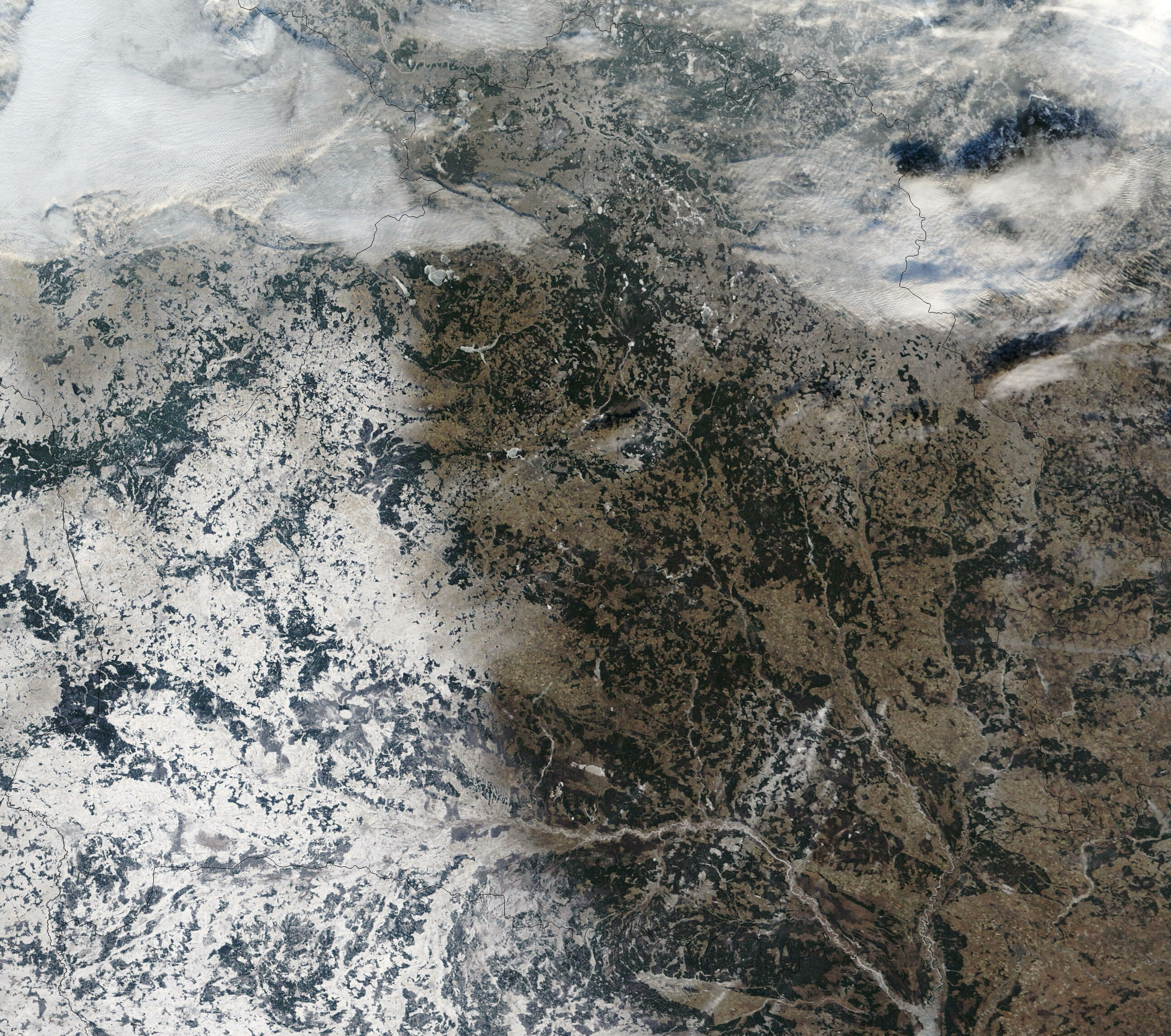
Imagen de satélite de Bielorrusia en diciembre de 2002, con la superficie nevada.

En 2021, había en Bielorrusia 470 áreas protegidas que abarcaban 18 383 km², el 9,35 % del territorio (207 228 km²). De estas, 3 son parques nacionales, 177 son monumentos naturales, 2 son reservas naturales estatales, 1 es una reserva de caza, 119 son santuarios naturales o reservas parciales y 139 son monumentos naturales locales. En este conjunto, hay 3 reservas de la biosfera de la Unesco, 1 sitio patrimonio de la humanidad y 26 sitios Ramsar.

## Turberas vivas

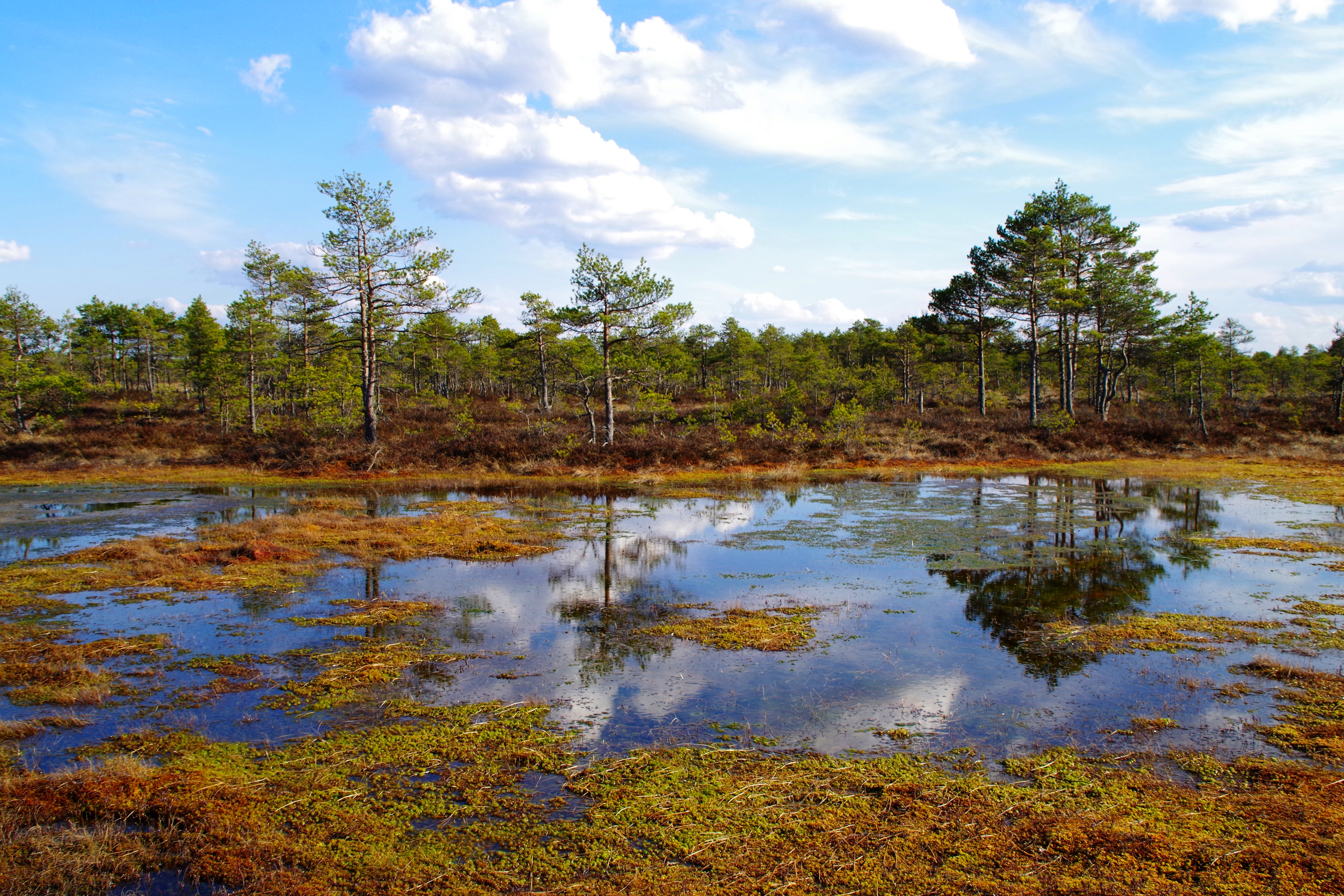
Turbera menos ácida (fen) en Estonia.

En Bielorrusia, como en los países bálticos, existen diversos tipos de humedales que no existen en el sur de Europa, de ahí que no tengan denominaciones específicas. En la zona boreal predomina un tipo de turbera conocidas en inglés como mires, un tipo de humedal dominado por plantas vivas formadoras de turba. La descomposición incompleta de la vegetación da lugar a lodos saturados de agua, al menos estacionalmente. Las turberas elevadas (raised mires) quedan durante una época del año por encima del nivel del agua y se secan. Hay cuatro tipos de turberas que en castellano se definen como pantanos, pero en inglés tienen distintas denominaciones: bog, fen, marsh y swamp. Bog es un humedal que acumula turba, plantas muertas y vivas, preferentemente musgo, en la mayoría de casos, sphagnum, de carácter ácido; es la turbera clásica. Marsh se corresponde a una ciénaga, un humedal dominado por plantas acuáticas y árboles o arbustos en que predominan las herbáceas y los juncales o carrizos. Swamp corresponde a un bosque inundado, el pantano de Florida, con árboles grandes, pero también presente en Bielorrusia con otro tipo de especies. Fen es un tipo de humedal con turba alimentado por aguas subterráneas o superficiales ricas en minerales que le dan un carácter más alcalino que a la ciénaga o a la turbera clásica; están dominados por ciperáceas y musgos que varían según la composición química del agua.

## Zona norte. Región de Vitebsk

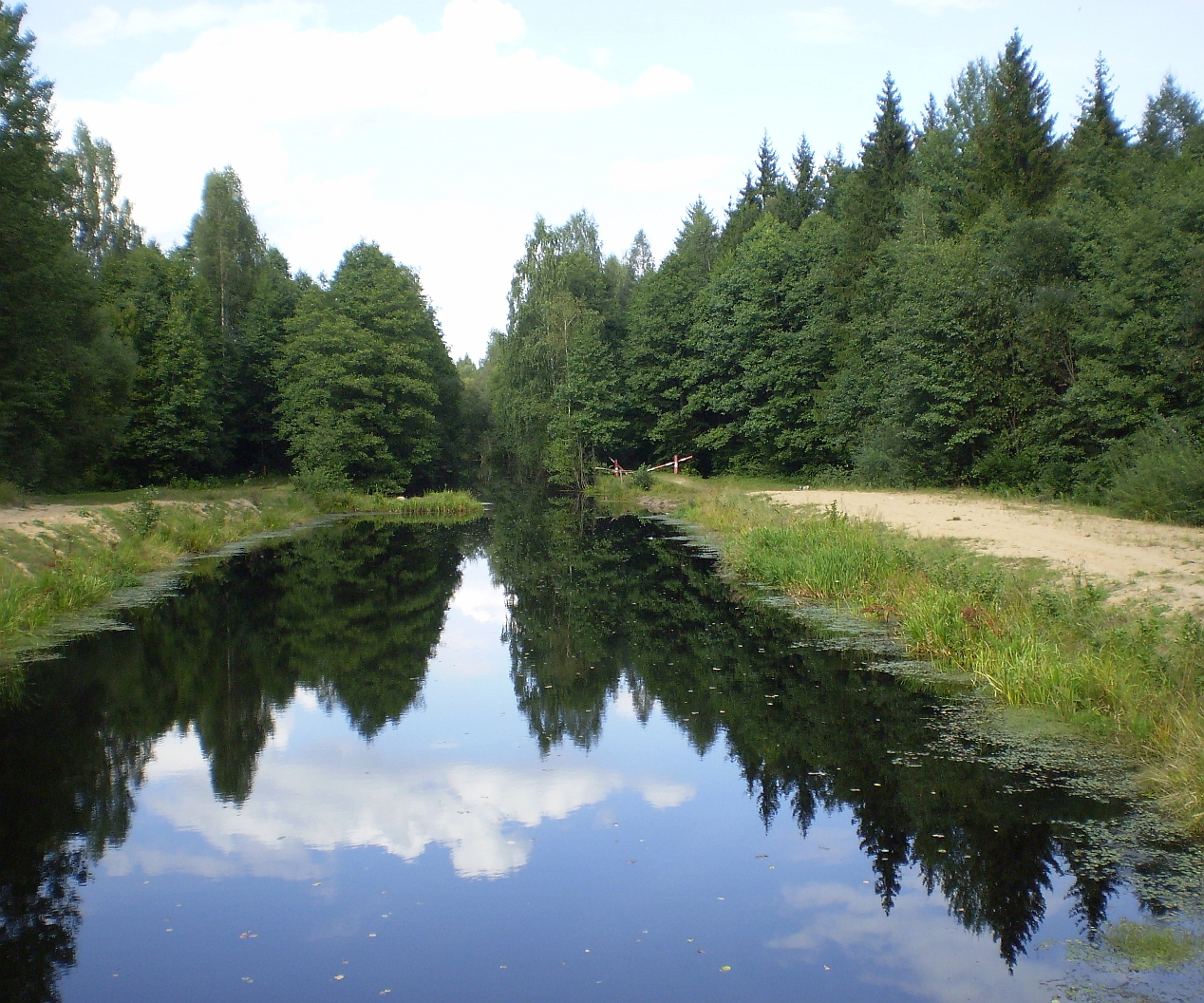
Reserva de la biosfera de Biarezinski

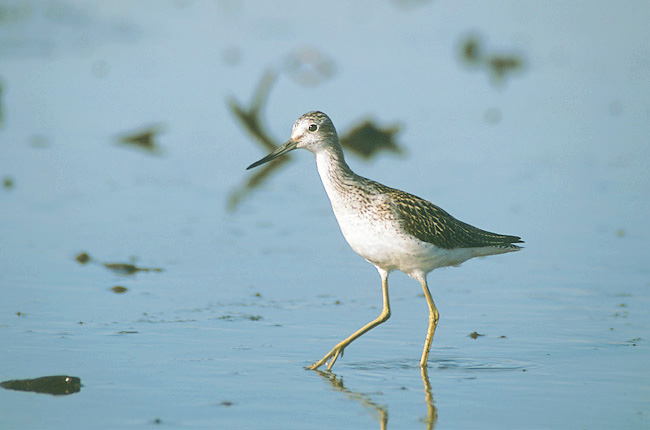
Archibebe claro

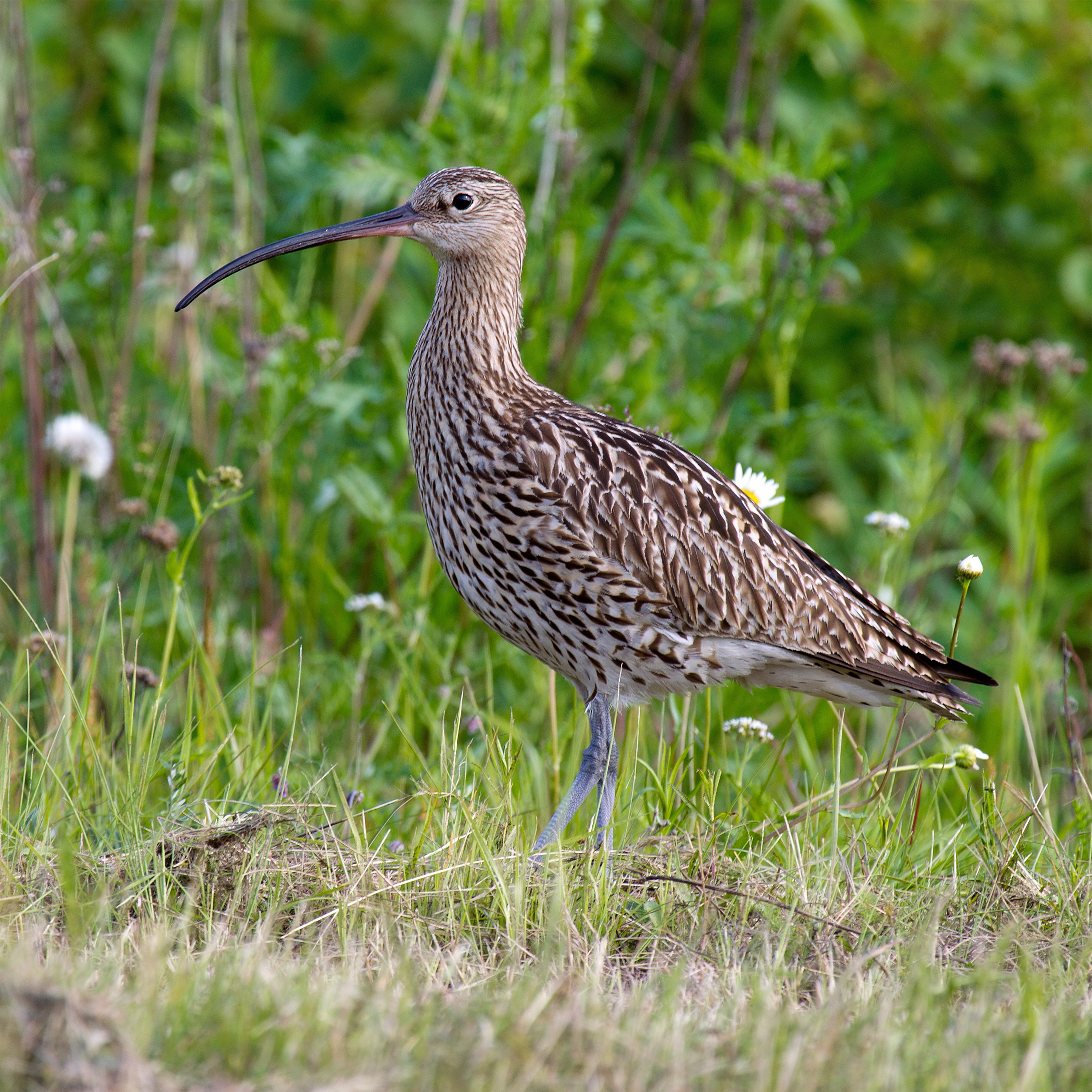
Zarapito real

- Osveiski, 305,7 km², 56°04′N 28°09′E. Extenso complejo de lagos, bosques y turberas de transición en la frontera con Letonia y Rusia, en el oblast de Vitebsk. En 2016 se ajustó a la Reserva paisajística nacional de Osveiski, ampliándose en 8000 ha. El corazón del sitio es el lago Osveiskoe, el mayor lago eutrófico de Bielorrusia, que se está saturando rápidamente de vegetación, pero aún juega un importante papel hidrológico en el norte del país. Acoge hasta 10.000 aves migratorias, entre las que destacan el lagópodo común, el avetoro común y el zarapito real, así como la grulla común y el ánsar de la tundra. Se recolectan bayas, hongos y plantas medicinales, y hay cuatro rutas turísticas.[1]
- Yelnia, 253 km², 55°33′11″ N 27°51′11″ E. Región de Vitebsk. Complejo de pantanos y turberas con un centenar de lagos pequeños e islas cubiertas de bosques de piceas y caducifolios. Limita con la Reserva paisajística de Yelnia, que le añade 2100 ha en el norte del país. Tiene los pantanos elevados más extensos de Europa, en la zona de los lagos bielorrusa. Alberga un gran número de especies estenotópicas adaptadas a este tipo de turberas, y flora y fauna de la era glaciar. Durante la migración, acoge a unas 20.000 aves acuáticas, entre ellas una importante población de grulla común y de ánser careto. En la zona nacen unos 15 ríos. Su inaccesibilidad hace que las actividades humanas se limiten a la recogida de bayas, caza y pesca recreativas, y silvicultura en la periferia.[2]
- Drozbitka-Svina, 67,2 km², 55°35′32″ N 29°23′ E. Región de Vitebsk. Bosque pantanoso en la llanura aluvial de los ríos Drozbitka y Svina. Posee turberas, pantanos con juncales y una red hidrológica formada por lagos (el mayor el Bolnyro), ríos, arroyos y canales de drenaje. De difícil acceso por las inundaciones, alberga plantas como el sauce Salix myrtilloides y el carrizo Carex magellanica irrigua, y aves como el colimbo ártico y la cigüeña negra. Juega un papel importante en la cuenca del río Daugava. Se practica la extracción de turba.[3]
- Kozyansky, 285 km², 55°27′32″ N 29°21′22″ E. Complejo de humedales con turberas deforestadas y arboladas, pantanos elevados, ríos, lagos y granjas en la región de Vitebsk. Alberga unas 583 especies de plantas y 175 de aves que nidifican en el lugar, de las que 41 están amenazadas. Destacan el águila moteada, el zarapito real y el archibebe claro.[4]
- Vileity, 84,5 km², 55°15′3″ N 26°46′22″ E. Distritos de Pastavy y Braslavsky en el oblast de Vitebsk. Bosque inundado con un complejo de turberas, praderas aluviales, ciénagas, ríos, meandros abandonados y un sistema de canales rodeados de árboles. Forma la parte oriental de un gran complejo de humedales en la zona transfronteriza entre Bielorrusia y Lituania, adyacente al complejo de humedales y también sitio Ramsar lituano de Adutiskis-Svyla-Birveta. Las llanuras aluviales forman un importante corredor para especies amenazadas como la aguja colinegra, el combatiente y el archibebe claro. En primavera acoge más de 20.000 ejemplares de aves acuática, con un número importante de ánsar careto y ánsar de la tundra. En los ríos Myadelka y Drisvyata se encuentran anguilas. Importante para la cuenca del río Daugava.[5]

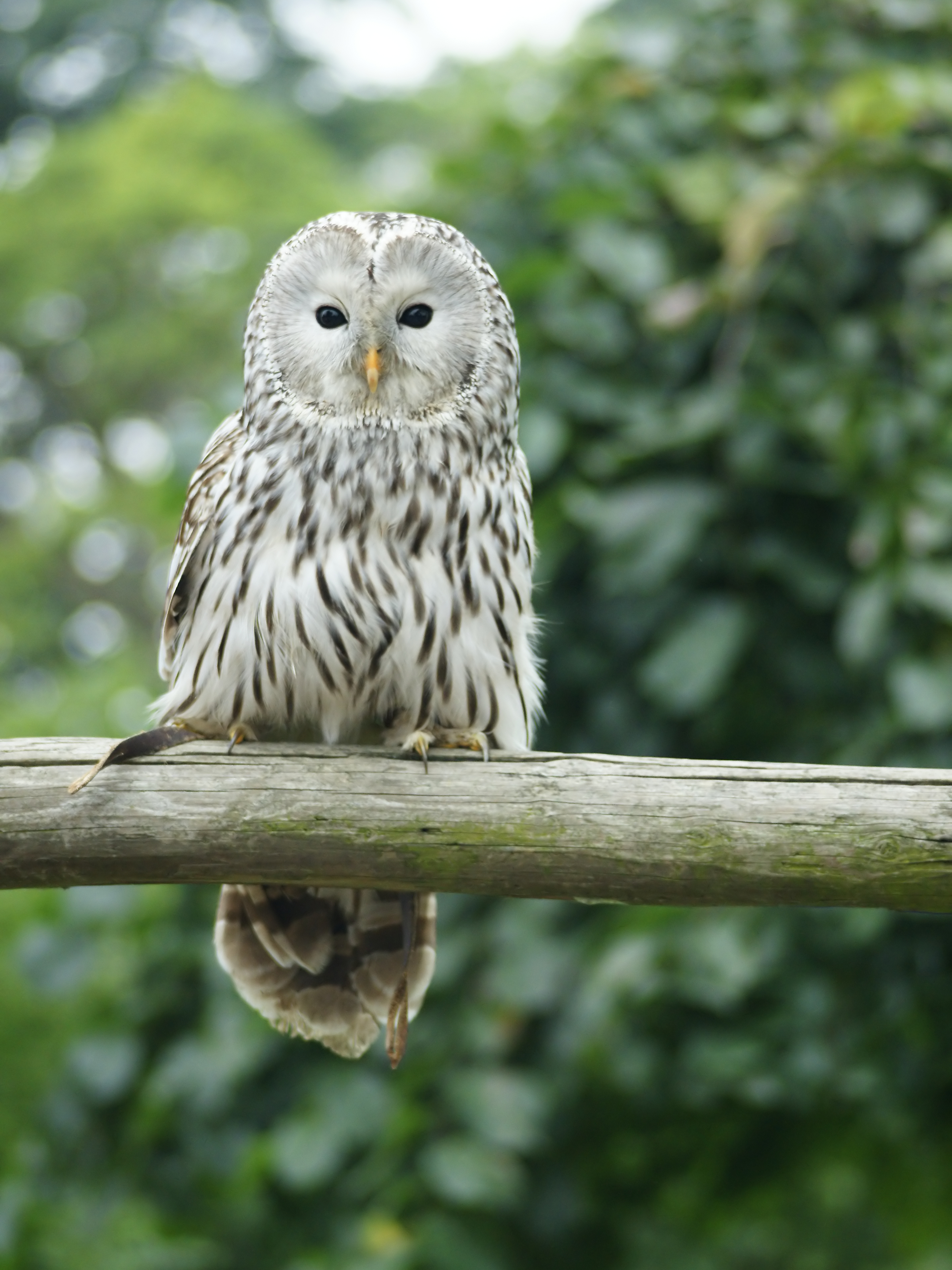
Cárabo uralense, que se encuentra en el sitio Ramsar de Golubickaya Puscha

- Golubickaya Puscha, 182,4 km², 54°59′5″ N 28°2′28″ E. Región de Vitebsk. Un amplio complejo de turberas y pantanos en estado natural, bosques, praderas inundables y los lagos Mezuzol y Medzozol. En su interior, 25 especies de vertebrados y nueve de plantas en la lista roja de Beielorrusia, entre ellos, el águila real y el cárabo uralense. El humedal tiene una gran importancia en la cuenca del río Berezina. En los alrededores se extrae turba y madera, se caza, se pesca y se recogen hongos y bayas.[6]
- Servech, 90,7 km², 54°58′2″ N 27°29′36″ E. Región de Vitebsk. En la llanura aluvial del río Servech o Servach, es un complejo de turberas y ciénagas que alberga especies de la lista roja de Bielorrusia, entre ellas el carricerín cejudo y la agachadiza real. Las turberas mantienen el régimen hidrológico del río, sus tributarios y el lago Servach. El río Servach es tributario del río Viliya o Neris, afluente a su vez del río Niemen, con lo que contribuye a la estabilidad del embalse de Vileiskoe o de Vileyka (64 km²) y el sistema hidrológico Vileisko-Minskaya.[7]
- Reserva de la biosfera de Berezinsky, 54°43′13″ N 28°20′31″ E. Regiones de Vitebsk y Minsk. En realidad, reserva natural estatal, de 810 km². El 81 por ciento de la reserva está cubierto de bosque del tipo sur de la taiga. Más de la mitad de los árboles son coníferas, especialmente pinos y abetos, con el suelo alfombrado por bayas y musgo. El pino (unos 336 km²) domina en las partes norte y central, sobre terrenos arenosos pobres en nutrientes. El abeto ocupa unos 67 km² sobre podsoles, a lo largo del río Berézina y en los límites de las turberas. Los bosques de hoja caduca cubren un 0,7 % de la reserva. Los robles, unas 300 ha, en las llanuras inundables del Berézina, el lecho del río. Cerca del lago Palik hay unas 250 ha de fresnos. También hay bosques de turbera (un 35,6 % del área boscosa) formados por alisos negros y abedules. La amplia cobertura boscosa de pinos, abetos, robles, fresnos, abedules, etc., alberga unas 56 especies de mamíferos, entre los que destacan 6 especies de murciélago, visones, mapaches, ciervos rojos, musarañas, liebres, puerco espines, lobos, linces, osos, zorros, armiños, comadrejas y castores. En 1974 se liberaron un grupo de bisontes en la zona, de los que sobreviven más de una treintena.[8][9]

## Zona occidental. Grodno y Brest

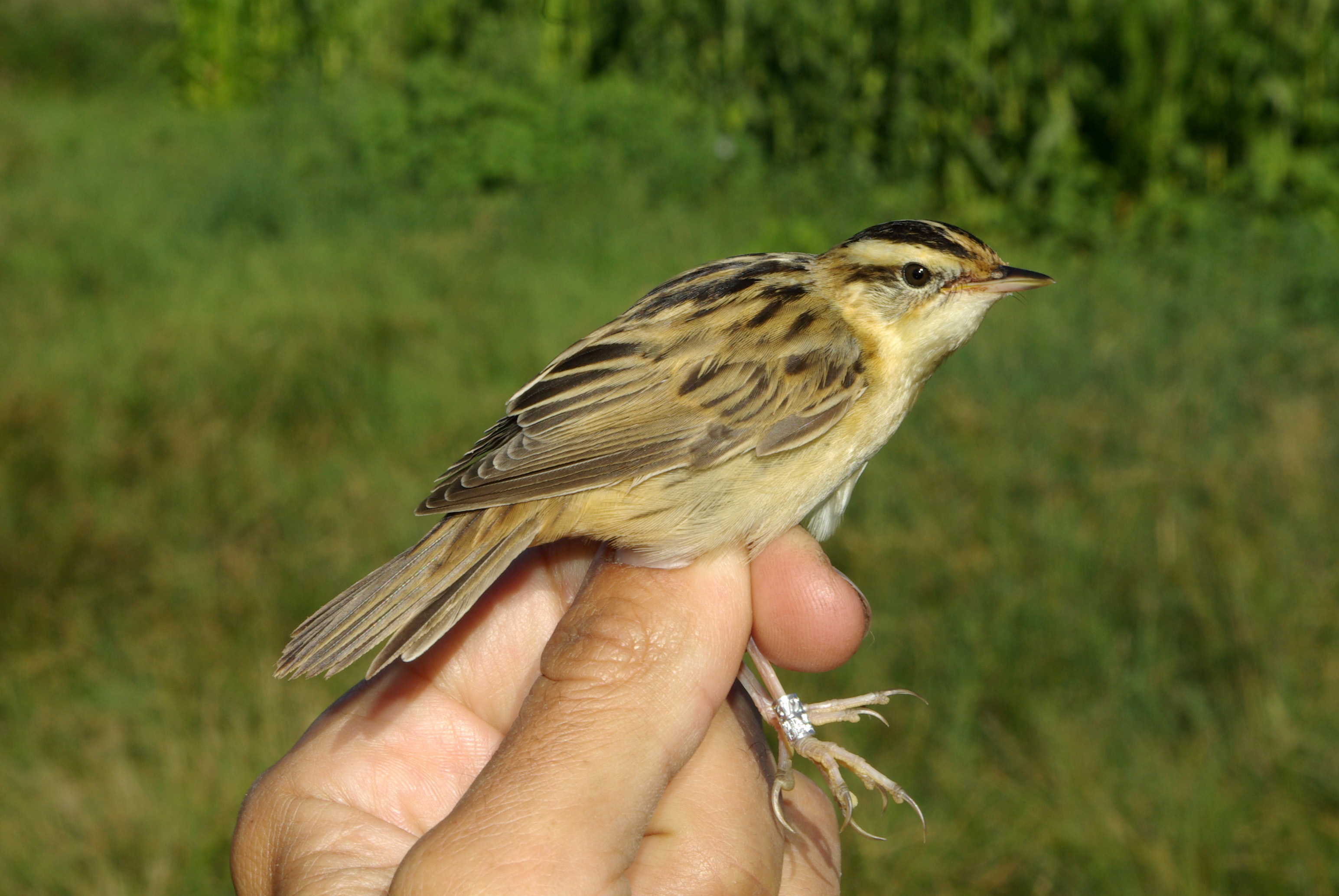
Carricerín cejudo

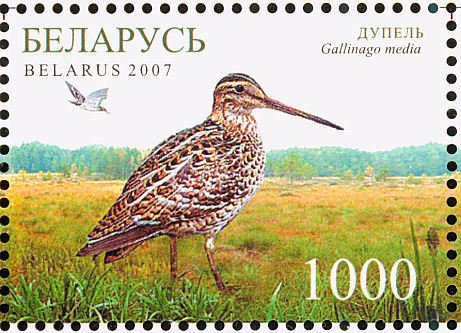
Sello de Bielorrusia dedicado a los santuarios de la naturaleza de Cepkeliai y Kotra, mostrando una agachadiza real.

- Kotra, 104,6 km², 53°56′39″ N 24°33′28″ E. Oblast de Grodno. Situada en la parte alta del río Kotra, a lo largo de la frontera con Lituania, está formada por bosques de llanura aluvial, turberas de transición y elevadas, pantanos, praderas en zonas aluviales y canales cubiertos de maleza. Hay unas 635 especies de plantas vasculares y 156 de vertebrados. Algunas especies figuran en la lista roja, como la cigüeña negra y el águila pomerana. Hay asentamientos de las edades de Piedra y el Bronce, y un monumento conmemorativo de la Segunda Guerra Mundial. Se usa para el aprovechamiento forestal, la caza, la recolección de bayas y hongos. Junto con el sitio Ramsar de Cepkeliai, en Lituania, forma un humedal transfronterizo.[10]
- Turbera de Dikoe, 231,5 km², 52°47′23″ N 24°14′45″ E. Regiones de Brest y Grodno. Turbera pantanosa con islas boscosas dispersas. Es uno de los pantanos mesotróficos mejor conservados de Europa, cerca de la frontera con Polonia. La biodiversidad se concentra en los islotes de vegetación, los únicos ricos en minerales y nutrientes. Hay comunidades de carrizo Caricetum chordorrhizae, Caricetum juncellae y Caricetum limosae, que proporcionan hábitat a especies de aves como el carricerín cejudo. Se ha usado la zona para reintroducir el bisonte europeo. En la parte central del pantano nacen los ríos Narev y Yaeslda. Se recogen hongos y bayas. Se encuentra en la zona del Parque nacional Belovezhskaya Pushcha.[11]
- Valle del río Bug en Polesia, 231,6 km², 51°50′13″ N 23°42′52″ E. Región de Brest. Situado en el cauce medio del río Bug Occidental, ocupa la parte bielorrusa de una llanura de inundación que se extiende por Polonia y Ucrania, formada por humedales arbolados y aguas abiertas, con praderas y turberas abiertas. El río forma numerosos meandros, muchos de ellos cerrados. Hay unas 209 especies de aves, de las que 167 nidifican, cuatro especies de murciélagos y 700 de plantas vasculares. Importante para peces como el barbo común europeo y el Vimba vimba. Se practican actividades forestales, la pesca y el turismo. Hay una piscifactoría y dos lagos naturales.[12]

## Zona sur. Brest y Gómel

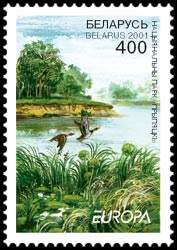
Imagen en un sello del parque nacional de Pripyatsky

- Turberas de Podvelikiy Moh, 106,5 km², 52°44′6″ N 26°16′28″ E. Región de Brest. Es un amplio macizo pantanoso compuesto principalmente por pantanos elevados, turberas pantanosas y de transición y bosques inundables. Todo el complejo es una zona activa de descarga de agua, y constituye la fuente del río Bobrik, afluente del río Prípiat. Los pantanos elevados, raros en Polesia, mantienen el nivel hidrológico de la región y ayudan a fijar el carbono. Acogen especies protegidas como la aguja colinegra y el águila culebrera europea. Hay bosques de pino y abeto.[13]
- Vigonoshchanskoe, 546 km², 52°41′18″ N 25°47′38″ E. Región de Brest. Separa las cuencas de los mares Báltico y Negro, en el sudeste de Bielorrusia. Comprende dos grandes lagos, ríos, canales, llanuras aluviales y ciénagas abiertas, con bosques y turberas. Destacan los abetales en las turberas. El lago Vygonoshchanskoe es uno de los más prístinos de Polesia. El otro lago es el Bobrovichskoye. El área es de gran importancia para la conservación de la biodiversidad. Alberga la población más amplia y estable de Europa de galápago europeo y ocho parejas de águila moteada. es una importante fuente de agua para el río Shchara, uno de los principales afluentes del río Neman.
- Reserva biológica de Sporovsky, 194 km², 52°25′15″ N 25°19′18″ E. Provincia de Brest. En el curso medio del río Yaselda, incluye llanuras aluviales inundables, lagos, juncales, turberas e islas rocosas. La turbera de la llanura aluvial del río cubre el 75 % de la zona. Hay 15 especies de plantas y 48 de animales en la lista roja, entre ellas el águila moteada y el búho campestre. En las turberas menos ácidas abunda el carricerín cejudo, hay 15 especies de libélulas y el escarabajo Dytiscus latissimus. Junto con el lago Sporovskoe, el río proporciona agua a las explotaciones agrícolas.[14]
- Zvanets, 162 km², 52°2′51″ N 24°52′24″ E. Provincia de Brest. Junto al aldea de Yamnik. Está compuesta por numerosas islas con suelos minerales ricos y una flora abundante. Asimismo, alberga la mayor turbera mesotrófica de Europa, con juncos y musgos del género Hypnaceae. Hay 664 especies de plantas y 168 de vertebrados, muchos adaptados al medio. Alberga especies como el águila moteada y el carricerín cejudo. El humedal se encuentra en la divisoria de aguas de dos cuencas y juega un importante papel en la regulación hidrológica de la región.[15]
- Prostyr, 95,4 km², 51°55′47″ N 26°9′25″ E. Región de Brest. es un complejo de ciénagas y carrizales con alisos negros y matorrales en la riberas, junto a praderas aluviales en los lechos de los ríos Prípiat, Prostyr y Styr. Estas turberas eutróficas son típicas de Polesia y raras en el resto de Europa. Anidan aquí el carricerín cejudo y otras especies de aves acuáticas.[16]
- Morochno, 64,4 km², 51°51′8″ N 26°38′3″ E. Región de Brest.
- Stary Zhaden, 170,5 km², 51°54′22″ N 27°36′37″ E. Región de Gómel. En el sur de Bielorrusia, entre el río Prípiat y sus afluentes Stviga y Ubort. Forma un importante corredor verde entre el Parque nacional de Prypiatsky y el sitio Ramsar del zakáznik de las turberas de Olmany. Estos tres sitios juntos forman la Reserva de la biosfera de Pripyatskoe Polesie. Stary Zhaden está dominado por turberas menos ácidas (fens) combinadas con pantanos de sphagnum y turberas tradicionales boreales típicas de la región bielorrusa de Polesia. El humedal está entrecruzado por una red de canales colmatados y diques creados a finales del siglo XIX. Las turberas y las islas están bordeadas por bosques pantanosos, inundados y secos. El lugar juega un importante papel en el mantenimiento del sistema hidrológico, aunque la recogida de hongos y bayas resultó afectado por el accidente en 1986 de Chernobil.[17]
- Zakáznik de las turberas de Olmany, 942 km², 51°47′40″ N 27°21′3″ E. Región de Brest. Es uno de los complejos más grandes de Europa formados por turberas ácidas y de transición, y es el mayor pantano natural de Polesia. Bordea Ucrania por el sur y se encuentra entre los ríos Lva y Stviga. Alberga el 1 % de la población europea de águila moteada. Juega un importante papel en el régimen hídrico del río Prípiat y es una zona de entrenamiento aéreo del ejército, lo que ha ayudado a preservar la zona, que se usa para la recogida de hongos y bayas, y para la pesca recreativa. Junto con el sitio Ramsar de las turberas de Perebrody, en Ucrania, forma parte del sitio Rasar transfronterizo de las turberas de Olmany-Perebrody.[18]
- Parque nacional Pripyatsky, 885,5 km², 51°59′55″ N 28°4′37″ E. Región de Gómel. Extensa llanura aluvial formada por bosques inundables, praderas, matorrales y ecosistemas de turbera. Alberga 14 hábitats protegidos internacionalmente, en los que se encuentran especies como el porrón pardo y la aguja colinegra. Afectado por la disminución de las precipitaciones y el accidente de Chernóbil.
- Zakáznik del curso medio del río Prípiat, 930,6 km², 52°7′41″ N 27°6′3″ E. Región de Brest. En el río Prípiat, entre las bocas de los ríos Yaselda y Stviga, formando una de las llanuras de inundación con prados y bosques más grandes de Europa. Hay unas 750 especies de plantas y 155 de aves acuáticas que nidifican aquí. Entre las especies amenazadas, el carricerín cejudo y el ánsar chico. En total, alberga unas 200.000 aves acuáticas, incluido el 1 % de especies como la aguja colinegra y el combatiente. Entre los peces, la anguila y el esturión esterlete. Se practican la pesca, el aprovechamiento forestal, el pastoreo, la caza, la cría de abejas y la educación medioambiental.[19]

## Zona oriental. Maguilov y Gómel

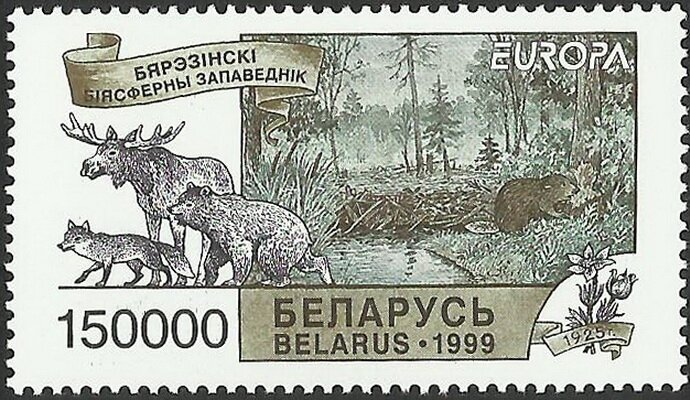
Sello dedicado a la Reserva natural de Berezinski

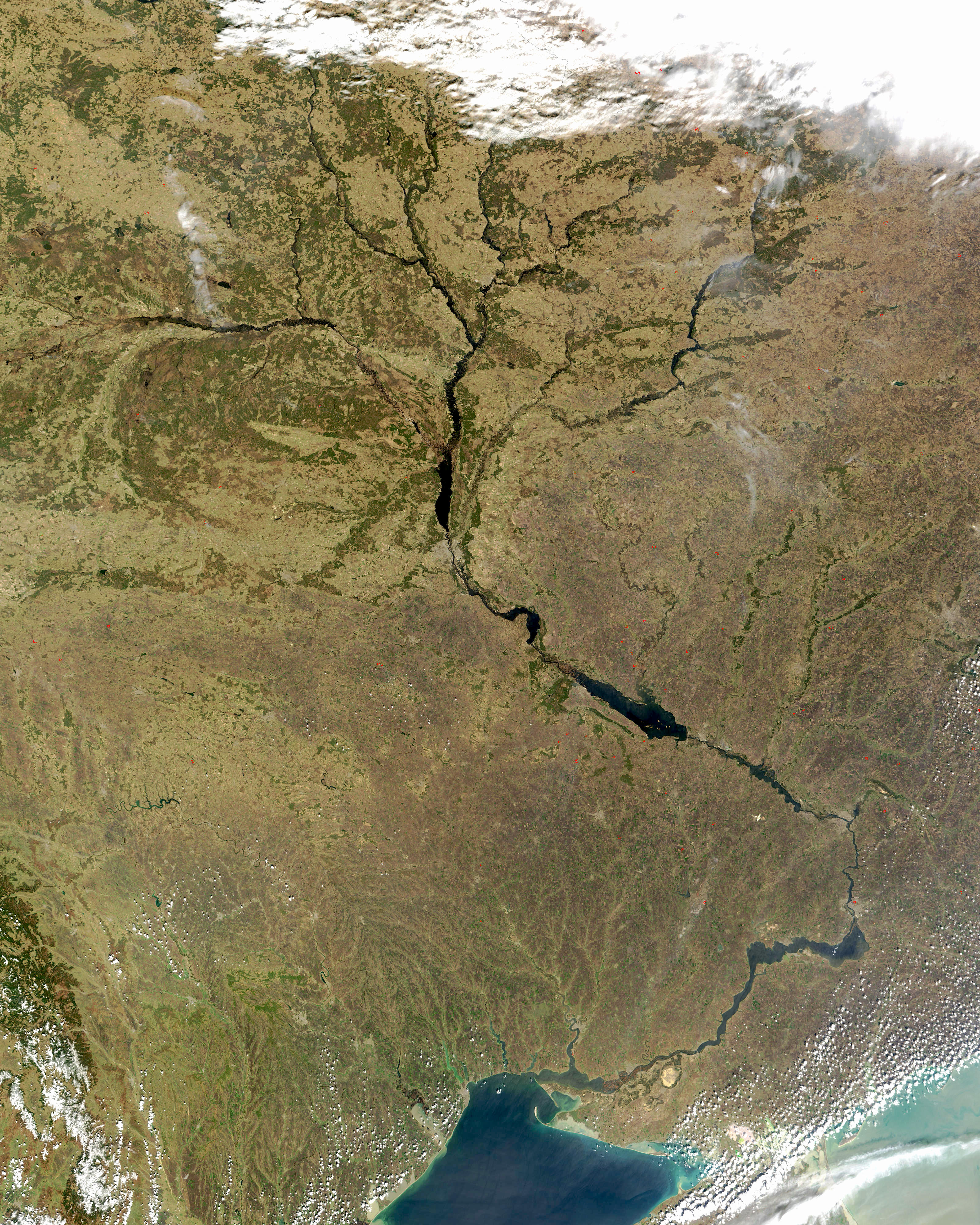
Cuenca del río Dniéper vista desde el espacio

- Islas de Duleby-Zaozerye, 307,7 km², 53°47′18″ N 29°29′47″ E. Región de Maguilov. Situada a 130 km al este de Minsk, está formada por dos zonas separadas, las islas Duleby (o Dulebes) y Zaozerye. Ambas forman un conjunto de ciénagas boreales de Sphagnum, bosques pantanosos de pinos y turberas. Hay al menos 5 hábitats de importancia internacional para la conservación de la naturaleza. Entre las aves, el águila culebrera europea y el águila pomerana. Afectada por los residuos radiactivos de Chernóbil.[20]
- Svislochsko-Berezinskiy, 183,4 km², 53°22′29″ N 28°58′32″ E. Región de Maguilov. Está situada entre los ríos Svisloch y Olsa en su recorrido hasta el río Berezina. Comprende lagos y varios tipos de turberas. Biológicamente, se encuentra en la frontera entre las zonas boreal y continental, con más de 650 especies de plantas vasculares. Las praderas aluviales entre los ríos Olsa y Berezina acogen gran cantidad de patos durante la migración, además de un buen número del charrán fumarel aliblanco y el combatiente. También se encuentra el esturión esterlete. Se usa para la producción de madera y de agua dulce.[21]
- Vydritsa, 174 km², 52°44′13″ N 29°40′28″ E. región de Gómel. Llanura aluvial entre los ríos Berezina y Vydritsa en el sudeste de Bielorrusia. Comprende meandros abandonados, turberas boscosas, prados, ciénagas, pantanos y canales de drenaje. Destaca la combinación de vegetación asociada a los bosques de turbera y a las tierras altas desnudas. Durante la inundación primaveral, numerosos gansos y patos crían en la zona, además de especies amenazadas como el archibebe fino y el escribano hortelano. Actividades agrícolas y silvícolas, así como pesca recreativa. Se vio afectado por el accidente de Chernóbil.[22]
- Llanura de inundación del río Iput, 35 km², 52°30′49″ N 31°28′42″ E. Región de Gómel. Cerca de la frontera con Rusia, es un complejo de llanuras aluviales anegadas en las que hay bosques de hoja caduca, con álamos negros y robles, praderas y turberas. Debido al difícil acceso, la zona está bien preservada. Alberga especies de aves amenazadas como la tórtola europea y el porrón europeo. Insectos como los escarabajos Agabus clypealis y Dytiscus latissimus. En aguas abiertas se practica la pesca a pequeña escala. En los prados abiertos, el cese del pastoreo los ha cubierto de matorrales. Forma parte de la zona de exclusión de Chernóbil y todas las actividades económicas están prohibidas.[23]
- Llanura de inundación del Dniéper, 293,5 km², 51°38′17″ N 30°36′31″ E. Región de Gómel. Consiste en una sucesión de pantanos de agua dulce, turberas con y sin bosque, y humedales con árboles o matorrales. Abarca unas 100 km del río a lo largo de la frontera con Ucrania. Hay canales de drenaje y meandros abandonados. Alberga, entre otras aves acuáticas, al amenazado ánsar chico, el guion de codornices, el combatiente y el andarríos del Terek. Entre los peces, destaca el esturión esterlete. Se usa para recoger hongos y bayas y para la pesca y la caza recreativas. Está amenazado por la polución urbana, los incendios primaverales y la extensión de los prados abiertos con matorrales. Fue afectado por el accidente de Chernóbil.[24]